# Antal Lászlóffy
Antal Lászlóffy, též Anton von Lászlóffy (25. června 1825 Gherla – 22. února 1872 Gherla), byl rakouský politik maďarské národnosti ze Sedmihradska, v 60. letech 19. století poslanec rakouské Říšské rady, pak poslanec Uherského sněmu.

## Biografie
V době svého působení v parlamentu je uváděn jako Anton von Lászlóffy, starosta (oberrichter) ve městě Gherla (Szamosújvár). Byl městským úředníkem a starostou v Gherle. Roku 1863 získal titul královského rady.
Počátkem 60. let se s obnovou ústavního systému vlády zapojil i do vysoké politiky. V zemských volbách byl zvolen na Sedmihradský zemský sněm. Působil také coby poslanec Říšské rady (celostátního parlamentu Rakouského císařství), kam ho delegoval Sedmihradský zemský sněm roku 1863 (Říšská rada tehdy ještě byla volena nepřímo, coby sbor delegátů zemských sněmů). 28. října 1863 složil slib, 12. listopadu 1864 opětovně složil slib. Poslanecký slib v Říšské radě skládal v maďarském jazyce. Co se týče politické orientace, uváděn byl jako regalista.
Poté, co bylo roku 1867 provedeno rakousko-uherské vyrovnání, se zapojil do politického života v Uhersku. Od roku 1871 zasedal jako poslanec Uherského sněmu. Podle jiného zdroje byl za poslance zvolen v září 1870.